# نقابوية

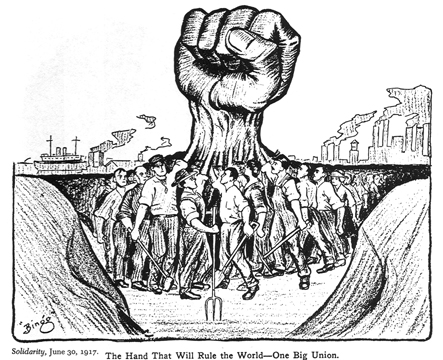

نقابوية أو التشاركية هي أيديولوجية سياسية تنادي بتنظيم المجتمع عبر مجموعات جماعية (شركات مختلفة عن مفهوم شركات الأعمال)، مثل الجمعيات الزراعية، العمالية، العسكرية، العلمية أو النقابية على أساس مصالحها المشتركة. المصطلح مشتق من الكلمة اللاتينية كوربوس، أو «جسم الإنسان». الفرضية القائلة إن المجتمع سيصل إلى ذروة الأداء المتناغم عندما يؤدي كل قسم من أقسامه وظيفته المعينة بكفاءة، مثل أعضاء الجسم التي تساهم بشكل فردي في صحته ووظائفه العامة، يكمن مركز نظرية التشاركية/الشركات.
أُعلن عن أفكار الشركات منذ عصر المجتمعات اليونانية والرومانية، مع الاندماج في التعليم الاجتماعي الكاثوليكي والأحزاب السياسية الديمقراطية المسيحية. اقترنت الأفكار مع دعاة مختلفين وأُنجزت في مجتمعات مختلفة مع مجموعة واسعة من النظم السياسية، بما في ذلك السلطوية، والملكية المطلقة، والفاشية، والليبرالية، والاشتراكية.
تشير التشاركية إلى الشركات الثلاثية الاقتصادية التي تنطوي على مفاوضات بين مجموعات المصالح العمالية والتجارية والحكومة لوضع السياسة الاقتصادية. يُشار إليها أحياناً باسم الشركات الجديدة وترتبط بالديموقراطية الاشتراكية (الاجتماعية).

## شركات بالقرابة
شاعت ظاهرة الشركات القائمة على القرابة والتي تؤكد الهوية القبائلية والعشائرية، والعرقية والأسرية في مجتمعات البلدان النامية في أفريقيا وآسيا وأمريكا اللاتينية. تُعتبر المجتمعات الكونفوشية القائمة على العائلات والعشائر في شرق آسيا وجنوب شرق آسيا أنواعاً من الشركات. الصين لديها عناصر قوية من الشركات العشائرية في مجتمعها تنطوي على القواعد القانونية المتعلقة بالعلاقات الأسرية. تتميز المجتمعات الإسلامية غالباً بعشائر قوية تشكل الأساس لمجتمع الشركات المجتمعية. من ناحية أخرى الشركات العائلية شائعة في جميع أنحاء العالم في المجتمعات الرأسمالية.

## الشركات في الكنيسة الرومانية الكاثوليكية
في العصور الوسطى، دعمت الكنيسة الرومانية الكاثوليكية إنشاء العديد من المؤسسات بما في ذلك الأخوية والأديرة والأوامر الدينية والجمعيات العسكرية بالتحديد خلال الحروب الصليبية. في إيطاليا، أُنشئت مجموعات ومؤسسات قائمة على الوظائف، بما في ذلك جامعات ونقابات فنانين وحرفيين وغيرها من الجمعيات المهنية. يُعد إنشاء نظام النقابة جانباً مهماً بشكل خاص في تاريخ الشركات لأنه يتضمن تخصيص القدرة على تنظم التجارة والأسعار للنقابات، وهو جانب مهم في النماذج الاقتصادية للشركات للإدارة الاقتصادية والتعاون الطبقي.
في عام 1881، كلّف البابا ليو الثالث عشر اللاهوتيين والمفكرين الاجتماعيين لدراسة الشركات وتقديم تعريف لها. في عام 1884 في فرايبورغ، أعلنت اللجنة أن الشركات «نظاماً للتنظيم الاجتماعي الذي يضم في الأساس تجمع الرجال وفقاً لمصالحهم الطبيعية ووظائفهم الاجتماعية، وباعتبارها أجهزة حقيقية ومناسبة للدولة، فإنها تقوم بتوجيه وتنسيق العمل ورأس المال في الأمور ذات الاهتمام المشترك». ترتبط الشركة بالمفهوم الاجتماعي للوظيفة البنيوية.
ازدادت شعبية الشركة في أواخر القرن التاسع عشر، وشُكلت مؤسسة دولية في عام 1890 تلاها نشر الكنيسة الكاثوليكية حقوق وواجبات رأس المال والعمل، (بالإنجليزية: Rights and Duties of Capital and Labor)، حيث أعلنت لأول مرة عن مباركة الكنيسة لاتحاد التجارة وأوصت بالعمل المنظم للاعتراف بها من قبل السياسيين.
صادقت الكنيسة الكاثوليكية على العديد من النقابات العمالية في أوروبا لتحدي اللاسلطوية والماركسية وغيرها من النقابات الراديكالية (الرجعية)، مع كون النقابات العمالية محافظة إلى حد ما المقارنة مع منافسيها الراديكاليين. تضم بعض الشركات الكاثوليكية النمسا تحت قيادة المستشار الاتحادي إنغلبارت دولفوس والإكوادور تحت قيادة المحامي والسياسي غابرييل جارثيا مورينو. أثرت الرؤية الاقتصادية المحددة في Rerum Novarum Quadragesimo anno على نظام رئيس الأرجنتين السابق خوان بيرون (مؤسس الحركة السياسية البيرونية) أي العدالة الاجتماعية. تطورت الشركات البروتستانتية في نهاية القرن التاسع عشر استجابة للكنيسة الرومانية الكاثوليكية، ولاسيما في ألمانيا وهولندا والدول الاسكندنافية. مع ذلك كانت الشركات البروتستانتية أقل نجاحاً في الحصول على المساعدة من الحكومات مقارنة بنظيرتها الرومانية الكاثوليكية.

## السياسة والاقتصاد السياسي

### الشركات الشيوعية
طورت اليونان القديمة المفاهيم الأولى للشركة. طوّر أفلاطون مفهوم النظام المؤسسي الشمولي والشيوعي للطبقات الطبيعية والتسلسلات الهرمية الاجتماعية التي تُنظم على أساس الوظيفة، بحيث تتعاون المجموعات لتحقيق الوفاق الاجتماعي من خلال التأكيد على المصالح الجماعية مع رفض المصالح الفردية.
في مؤلف «السياسة»، وصف أرسطو المجتمع بأنه منقسم على أساس الطبقات الطبيعية والأغراض الوظيفية التي كانت كهنة، حكام، عبيد ومحاربين. اعتمدت روما القديمة على المفاهيم اليونانية الخاصة بالشركات في نسختها الخاصة من تعريف الشركات، ولكنها أضافت أيضاً مفهوم التمثيل السياسي على أساس الوظيفة التي قسمت الممثلين إلى مجموعات عسكرية، مهنية ودينية وأنشأت مؤسسات لكل مجموعة تعرف باسم المدارس (بالإسبانية: Colegios).

### الشراكة المطلقة
خلال نهاية العصور الوسطى خضعت الملكية المطلقة تدريجياً للنظم التجارية ومجموعات الشركات لسلطة الحكومات المركزية والمطلقات، مما أدى إلى استخدام الشركات لفرض التسلسل الهرمي الاجتماعي.
بعد الثورة الفرنسية، أُلغي نظام الشركة المطلق السائد وقتها بسبب تأييده للتسلسل الهرمي الاجتماعي و«امتياز الشركات» الخاص للكنيسة الكاثوليكية الرومانية. نظرت الحكومة الفرنسية الجديدة إلى أن تركيز الشركات على حقوق المجموعة لا يتعارض مع تعزيز الحكومة للحقوق الفردية. بعد ذلك أُلغيت الأنظمة التجارية وامتياز الشركات في جميع أنحاء أوروبا استجابة للثورة الفرنسية. من عام 1789 حتى 1850 كان معظم أنصار الشركات من الرجعيين. فضّلوا العديد من الشركات الرجعية من أجل إنهاء الرأسمالية الليبرالية واستعادة النظام الإقطاعي.